# Clavulina ingrata
Clavulina ingrata är en svampart som beskrevs av Corner 1950. Clavulina ingrata ingår i släktet Clavulina och familjen Clavulinaceae.   Inga underarter finns listade i Catalogue of Life.